# Quinto Sanquinio Máximo
Quinto Sanquinio Máximo  (m. c. 46) fue un político romano el siglo I que obtuvo el consulado en dos ocasiones, ambas como suffectus.

## Carrera pública
Obtuvo su primer consulado en tiempos de Tiberio. La fecha exacta se desconoce, aunque se han propuesto los años 21  y 26. Calígula lo nombró prefecto de la Ciudad y lo eligió para sustituirle en el consulado en el año 39, cuando el emperador dimitió tras trece días en el cargo. Estuvo en el puesto hasta el 30 de junio. Más tarde fue gobernador de la provincia de Germania Inferior donde moriría, probablemente en el año 46.
Intervino en las discusiones del Senado que siguieron a la caída de Sejano, mostrando siempre un talante conciliador. Sanquinio fue el primero de su familia en alcanzar el consulado (novus homo).